# Trattato di adesione della Crimea alla Russia
Il trattato tra la Federazione Russa e la Repubblica di Crimea sull'adesione alla Federazione Russa della Repubblica di Crimea è un accordo sottoscritto tra i rappresentanti della Crimea e della città autonoma di Sebastopoli firmato a Mosca nel Cremlino il 18 marzo 2014 per l'adesione della penisola alla Federazione Russa.
Il trattato è stato ratificato dalla Duma di Stato il 20 marzo 2014, con l'unico voto contrario del deputato Il'ja Ponomarëv di Russia Giusta.

## Il trattato
Il trattato prevede:

Carta della penisola di Crimea

1. L'unione della Repubblica di Crimea nella Federazione Russa in accordo con la costituzione della Federazione Russa.
2. La Repubblica di Crimea è integrata nella Federazione Russa come repubblica federata, mentre Sebastopoli è integrata nella Federazione come città federale.
3. La Federazione Russa protegge tutte le popolazioni della Repubblica di Crimea e della città di Sebastopoli e garantisce l'uso della loro lingua madre.
4. Il russo, l'ucraino ed il tataro di Crimea sono le lingue ufficiali della Repubblica di Crimea.
5. Vengono mantenuti i confini della Repubblica di Crimea e della città autonoma di Sebastopoli.
6. Il confine tra la Repubblica di Crimea e l'Ucraina diventa confine internazionale tra Russia e Ucraina.
7. I confini marittimi nel mar Nero e nel mar d'Azov sono basati sui trattati internazionali stipulati dalla Federazione Russa.
8. I cittadini ucraini e apolidi residenti nella Repubblica di Crimea e nella città autonoma di Sebastopoli il giorno di annessione come entità della Federazione ottengono la cittadinanza russa.
9. I cittadini russi in servizio di leva nella Repubblica di Crimea e nella città autonoma di Sebastopoli rimarranno in servizio fino al 2016.
10. Le elezioni nella Repubblica di Crimea e nella città autonoma di Sebastopoli si svolgeranno la seconda domenica di settembre 2015 [il 13 ndr], fino a quel momento le attuali autorità di governo si occuperanno delle funzioni amministrative.
11. Le leggi della Federazione Russa sono in vigore dal giorno della firma del trattato in Repubblica di Crimea e nella città autonoma di Sebastopoli.
12. Le leggi della Repubblica di Crimea e della città autonoma di Sebastopoli in contraddizione con le leggi russe sono abolite.
13. L'accordo è provvisorio fino alla data di ratificazione, una volta ratificato diventa definitivo tra le parti contraenti [il 19 marzo 2014 ndr].

## Riconoscimento internazionale
Il trattato non è riconosciuto dall'Ucraina che considera ancora la penisola di Crimea parte del suo territorio "temporaneamente occupato". Tuttavia dall'8 settembre 2014 le guardie di frontiera ucraine presenti nell'Oblast' di Cherson richiedono ai cittadini ucraini il passaporto o la carta d'identità ucraina se si recano nella penisola.